# Охват, Афанасий Степанович
Охват Афанасий Степанович (6 ноября 1918, Великомихайловка, Екатеринославская губерния — 6 сентября 1941, Мга, Ленинградская область) — лётчик-истребитель, участник Великой Отечественной войны.

## Биография
Родился в селе Большая Михайловка (ныне Покровского района Днепропетровской области). Украинец по национальности.
После окончания 7 классов поступил в школу фабрично-заводского ученичества. После окончания учёбы работал в железнодорожных мастерских в качестве слесаря. В 1937 году вступил в ряды Рабоче-крестьянской Красной армии, в 1940 году окончил Чугуевское военное авиационное училище лётчиков.
6 июля 1941 года  в районе Старой Руссы Новгородской области участвовал в воздушном бою в группе лётчиков 159-го истребительного авиационного полка, на истребителе МиГ-3. Во время боя подбил фашистский бомбардировщик, окончательно уничтожил его ударом крыла. Сумел посадить повреждённый самолёт.
6 сентября 1941 года вступил в бой с 50 истребителями противника в составе девятки МиГ-3, бой проходил в районе станции Мга. В связи со сложным положением командира эскадрильи пошёл на выручку командиру. Сбил «мессершмитт» и был сбит противником. Из боя не вернулся.

## Награды
- Орден Красной Звезды (Наградной лист от 28 апреля 1942 года[1],  за совершенный таран вблизи Старой Руссы 6 июля 1941 года)